# Henry Somerset Parnell Hopkinson
Henry Somerset Parnell Hopkinson, britanski general, * 1899, † 1988.